# Phracyps
Phracyps is een geslacht van vlinders van de familie sikkelmotten (Oecophoridae), uit de onderfamilie Xyloryctinae.

## Soorten
- P. lebisella Viette, 1955
- P. longifasciella Viette, 1955
- P. waterloti Viette, 1952